# Jean-Baptiste Jégo
Pour les articles homonymes, voir Jégo.
Jean-Baptiste Jégo (Caden, 13 novembre 1896 - Plancoët, 30 mars 1977) est un prêtre eudiste français ayant enseigné au Collège Sainte-Anne de Pointe-de-l'Église, en Nouvelle-Écosse, où il créa la pièce Le Drame du peuple acadien, primée par l'Académie française (Prix de la langue-française 1933).

## Biographie
Jean-Baptiste Jégo naît en 1896 à Caden, près de Vannes, en France. Il est ordonné prêtre eudiste à Gand en 1924 et devient enseignant durant six ans au Collège Sainte-Anne – désormais l'Université Sainte-Anne – à Pointe-de-l'Église, en Nouvelle-Écosse (Canada). Jean-Baptiste Jégo retourne ensuite en France au lycée Saint Martin à Rennes où il œuvre pour la béatification du jeune Marcel Callo mort dans le camp nazi de Mauthausen en 1945 et béatifié par le pape Jean Paul II en 1987.

## Œuvres
Jean-Baptiste Jégo met en scène La Passion de notre seigneur en 1928 et Joseph en 1929. Dans plusieurs de ses pièces, il dépasse le thème nationaliste en mettant l'accent sur la lutte pour la liberté de l'enseignement.
Présentée le 21 avril 1930, sa pièce La Reconstitution historique de l'expulsion des Acadiens en 1755 est une reconstitution de la Déportation des Acadiens en neuf scènes et un tableau vivant. La pièce est inspirée de La Tragédie du peuple acadien d'Émile Lauvrière. La pièce est un succès, est présentée à trois reprises et est primée par l'Académie française. Émile Lauvrière tente même de convaincre le père Jégo de filmer la pièce. La pièce est publiée en 1932 à Paris sous le titre Le Drame du peuple acadien.  RP Jean-Baptiste Jégo (eudiste), Un exemple : Marcel Callo : 1921-1945... , Rennes, 1948, 194 p. écrit et diffusé depuis le  lycée Saint Martin à Rennes (35).